# CACYBP
La proteína de unión a calciclina es una proteína que en humanos está codificada por el gen CACYBP.
La proteína codificada por este gen es una proteína de unión a calciclina. Puede estar involucrado en la ubiquitinación dependiente del calcio y la subsiguiente degradación proteosómica de las proteínas diana. Probablemente sirve como puente molecular en los complejos de ubiquitina E3 y participa en la degradación de beta-catenina mediada por ubiquitina. Se han encontrado dos variantes de transcripción empalmadas alternativamente que codifican diferentes isoformas para este gen.

## Interacciones de proteínas
Se ha demostrado que CACYBP interactúa con SKP1A y SIAH1.
En cambio, se sabe que el complejo CacyBP / SIP es parte de la respuesta al estrés, ya que interactúa con la chaperona HSP90.